# 南宋文錄錄
《南宋文錄錄》24卷，清代董兆熊編，黃彭年重輯。為南宋文章之選集，與莊仲方《南宋文範》相互補。
清代乾隆、嘉慶以前，選錄南宋詩文者有數家，然多不傳於世。道光間，董兆熊與莊仲方各自編纂南宋詩文選集，互不相謀。董兆熊《南宋文錄》原分十編，每編之中，各體皆備，因董氏家貧，文章多由借讀抄閱，或於書肆求書而得，隨得隨錄之故。董兆熊沒後三十餘年，費延釐始由董氏族人得見《南宋文錄》稿本，時江蘇書局已刊行《南宋文範》，比對之下，兩者選文重複者不少。乃刪除已見於《南宋文範》之文，十存五六，依文體重加編次，以便閱覽。更名《南宋文錄錄》，凡分三十七類，380餘篇。唯有詩歌類扣除已見於莊氏選集者後，只剩下數十首，難以成卷，所以一概不錄。
本書有光緒17年（1891年）江蘇書局刻本。臺灣鼎文書局民國64年（1975年）影印《南宋文範》上、下二冊，附刊於下冊之後。

## 總目
- 卷一 - 賦八篇
- 卷二 - 賦六篇、七一篇、辭一篇、對問一篇
- 卷三 - 德音一篇、制誥九篇、詔十一篇、批答二篇、奏疏五篇
- 卷四 - 奏疏九篇
- 卷五 - 奏疏十六篇
- 卷六 - 奏疏九篇、表一篇、書五篇
- 卷七 - 書十二篇
- 卷八 - 書七篇、箴三篇、銘七篇
- 卷九 - 頌四篇、贊七篇、碑四篇、對策三篇、策問二篇
- 卷十 - 記二十二篇
- 卷十一 - 記二十篇
- 卷十二 - 記十八篇
- 卷十三 - 記十九篇
- 卷十四 - 序十七篇
- 卷十五 - 序二十三篇
- 卷十六 - 序二十一篇
- 卷十七 - 論十五篇
- 卷十八 - 論十八篇
- 卷十九 - 論十篇
- 卷二十 - 說十二篇、辨一篇、攷一篇、題跋七篇
- 卷二十一 - 題跋九篇、祝文一篇、勸諭文三篇、弔文二篇、祭文六篇、諡議四篇
- 卷二十二 - 行狀四篇、傳四篇、書事二篇
- 卷二十三 - 墓銘九篇
- 卷二十四 - 墓銘四篇、墓表三篇、墓碑三篇、墓碣一篇

## 腳注
1. ↑  《南宋文範》錢泰吉跋
2. 1 2 3  《南宋文錄錄》例言